# 寒川神社

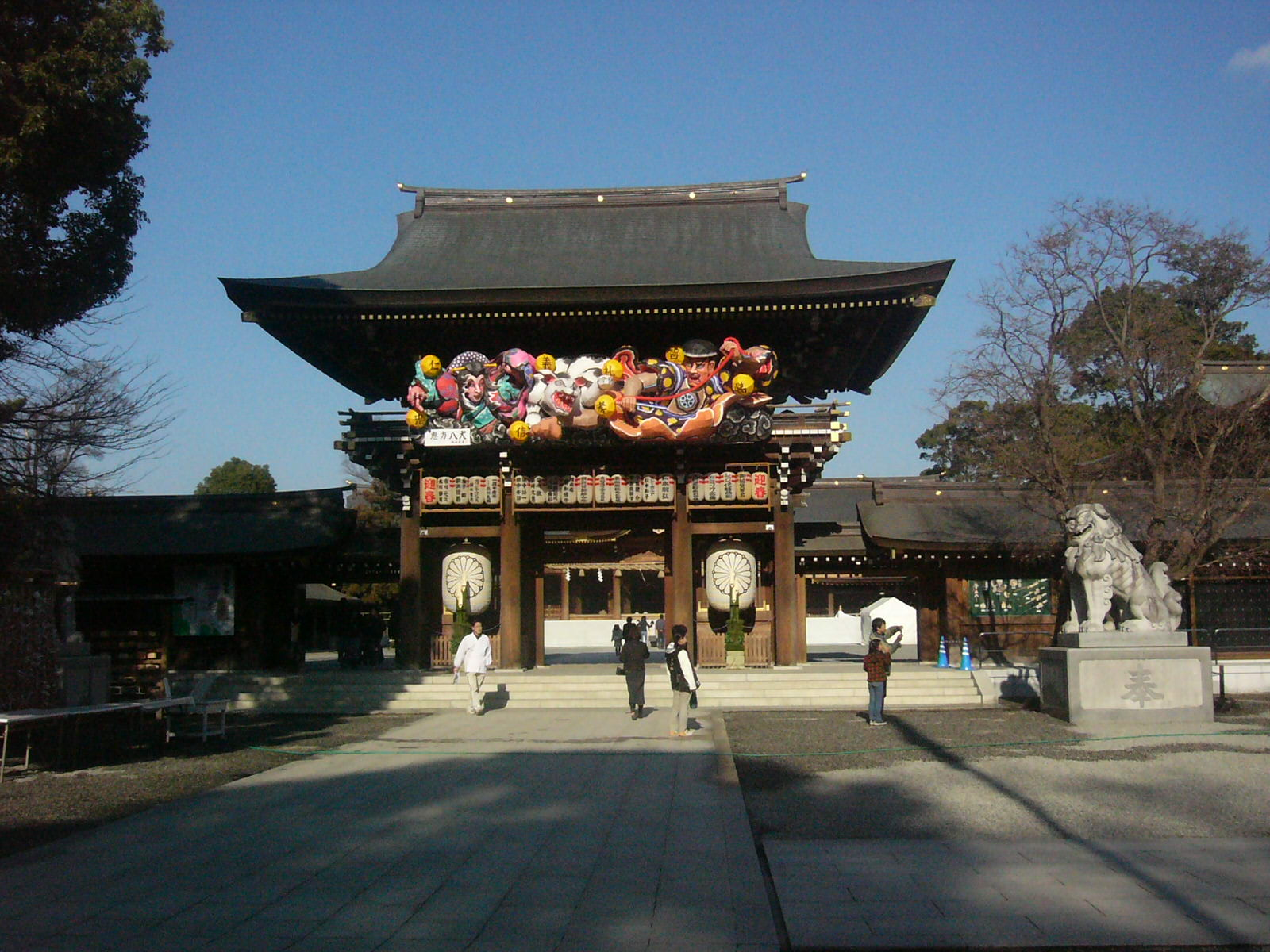
寒川神社神門

寒川神社（さむかわじんじゃ）是日本神奈川縣高座郡寒川町宮山的神社，位於相模川的河口上溯約7千米的左岸的低台地上。為式內社、名神大社、相模國一宮、舊社格為國幣中社（現神社本廳的別表神社）。被称为高仓健的精神圣地。
祭典有「武佐弓節」（1月8日）、「國府節」（5月5日）、「海濱降古式節」（7月15日）、「濱降祭」（7月第3個星期一）和「例大祭」（9月20日）。

## 關連項目
- 日本神社列表

## 外部連結
- 寒川神社 （页面存档备份，存于）
- 寒川神社/Samukawa Jinja Shrine的Instagram帳戶